# مهدي مجاهد
المولوي مهدي مجاهد (بالفارسية: مولوی مهدی مجاهد, 1988 – 17 آب 2022) كان متمردا أفغانيا من الهزارة قاد حوالي 200 مقاتل من الهزارة خلال انتفاضة بلخاب. كان قائدا لطالبان قبل التمرد على طالبان حتى قتل في 17 أغسطس 2022.

## النشأة
ولد مهدي في قرية صغيرة تسمى هوش في منطقة بلخاب في شمال أفغانستان لعائلة شيعية دينية تنتمي إلى مجموعة الهزارة العرقية. كان والده، مراد مجاهد، عضوا في حزب الوحدة وقاتل في الحرب السوفيتية الأفغانية، والتي كانت عندما بدأ مراد في استخدام "مجاهد" كلقب. كان مهدي يبلغ من العمر 8 سنوات عندما سيطرت طالبان لأول مرة على أفغانستان في عام 1996. بعد ثلاث سنوات، استولت طالبان على منطقة بلخاب مسقط رأسه. هرب مع عائلته إلى إيران المجاورة، وعاد إلى أفغانستان بعد تشكيل الإدارة الأفغانية المؤقتة في ديسمبر 2001.
بدأ مهدي في الذهاب إلى المدرسة وبدا متحمسا لتولي مزرعة العائلة. ولكن في أوائل العشرينات من عمره، استولى أحد أمراء الحرب الهزارة على أراضي أجدادهم. ردا على ذلك، اختطف مهدي وأصدقاؤه ابن أمراء الحرب واحتجزوه كرهينة، ولم يعيدوه إلا بعد أن أعاد أمير الحرب الأراضي. في تلك الليلة، حاصرت قوات أمراء الحرب منزل مهدي، واندلعت اشتباكات أثناء محاولته الهرب. تم نقل مهدي إلى المستشفى ثم سجن لمدة سبع سنوات بتهمة الاختطاف.
أصبح أكثر تدينا واتصل لأول مرة بطالبان أثناء وجوده في السجن، ومع ذلك، ظل مسلما شيعيا ولم يعتنق الإسلام السني.

## مهنة طالبان
في أبريل 2020، عينت طالبان مهدي رئيسا للمخابرات في مقاطعة باميان، ورئيسا لطالبان في مقاطعة سار بول، وهي خطوة عارضها العديد من أعضاء طالبان وشبكة حقاني لأسباب عديدة، ويرجع ذلك أساسا إلى كونه شيعيا هزارا. اتهمت طالبان باستخدام مهدي لزيادة نفوذها بين الهزارة والمسلمين الشيعة الآخرين. تم طرد مهدي في وقت لاحق من منصب رئيس الاستخبارات في طالبان في باميان بعد إلقاء خطاب ضد إغلاق مدارس الفتيات، ومطالبته المستمرة بالمساواة بين الهزارة والمسلمين الشيعة الآخرين. بعد طرده من منصبه، غادر طالبان وأعلن الحرب ضدهم.

## مهنة مناهضة لطالبان
في عام 2022، أعلن مهدي أنه كان يسلح المقاتلين الموالين له الذين يتألفون من حوالي 200 من شيعة الهزارة. كما بنى نصبا تذكاريا مخصصا لنفسه ولعبد العلي المزاري في بلخاب، كما تحول أكثر إلى وجهات نظره الإسلامية الشيعية والقومية الهزارية. أطاحت قواته بحاكم منطقة طالبان واستولت على منطقة بلخاب. هرب مولوي عطا الله، حاكم منطقة طالبان، من بلخاب، واستبدله مهدي بأحد شركائه في الهزارة.
تم دعم مهدي مجاهد من قبل سياسيي NRF وHazara محمد موحق من HWIMA وكريم خليلي من حزب الوحدة، الذي كان والد مهدي عضوا فيه.
في 13 يونيو 2022، اكتسب مهدي مجاهد السيطرة الكاملة على منطقة بلخاب وكان مقاتلوه يلحقون أضرارا جسيمة بطالبان. كان يفوز في البداية في الصراع على الرغم من أن طالبان فاق عدد مقاتليه في وقت لاحق واستعادت بلخاب.

## الموت
قتل مهدي مجاهد في 17 أغسطس 2022 بينما كان يحاول الفرار إلى إيران. من غير الواضح كيف قتل. وفقا للسكان المحليين وبعض وسائل الإعلام الأفغانية، ألقت طالبان القبض على المجاهد في قرية بنياد في مقاطعة كوهسان حيث ألقي القبض عليه وتأكدت هويته قبل إعدامه.
كما بدأت صورتان في الانتشار على وسائل التواصل الاجتماعي أظهرتا مجاهدا على قيد الحياة وفي عهدة طالبان قبل إعدامه. أظهرت إحدى الصور مهدي مجاهد حليق يرتدي عمامة بيضاء، وآخر منه بدون عمامة ويحيط به أعضاء طالبان.
ومع ذلك، نفت وزارة الدفاع في طالبان التقارير المحلية التي تشير إلى إعدام مجاهد.يقول مسؤولو طالبان إن المجاهد كان يحاول الفرار إلى إيران عندما أمسكت به استخباراتهم وأمن حدودهم على الحدود الأفغانية الإيرانية وأطلقوا النار عليه.قال نعيم الحق حقاني، وزير الإعلام الإقليمي لطالبان، لوكالة فرانس برس إن المجاهد "قتل بعد صراع" و"الشائعات القائلة بأنه تم القبض عليه على قيد الحياة هي أكاذيب".
أدان حاجي محمد محقيق، وهو زعيم عرقي بارز هزارة دعم مهدي بقوة من خلال صراعه مع طالبان، مقتل مهدي مجاهد. وذكر أن "إعدام شخص بدم بارد بينما لم يؤخذ من الحرب وكان مسافرا غير مسلح هو ضد التعاليم الدينية وهو جريمة حرب وفقا للقانون الدولي".